# Kisiele (rejon szczuczyński)
Kisiele (biał. Кісялі́, ros. Кисели) – wieś na Białorusi, w obwodzie grodzieńskim, w rejonie szczuczyńskim, w sielsowiecie Kamionka.

## Historia
W czasach zaborów w granicach Imperium Rosyjskiego, w guberni grodzieńskiej, w powiecie grodzieńskim.
W latach 1921–1939 wieś leżała w Polsce, w województwie białostockim, w powiecie grodzieńskim a od 1929 w województwie nowogródzkim, w powiecie szczuczyńskim, w gminie Kamionka.
Według Powszechnego Spisu Ludności z 1921 roku wieś zamieszkiwało 116 osób, 82 były wyznania rzymskokatolickiego a 24 prawosławnego. Wszyscy mieszkańcy zadeklarowali polską przynależność narodową. Było tu 18 budynków mieszkalnych.
Miejscowość należała do parafii prawosławnej w m. Jatwiesk i rzymskokatolickiej w Kamionce. W 1933 podlegała pod Sąd Grodzki w Szczuczynie i Okręgowy w Wilnie; właściwy urząd pocztowy mieścił się w Kamionce.
W wyniku napaści ZSRR na Polskę we wrześniu 1939 miejscowość znalazła się pod okupacją sowiecką. 2 listopada została włączona do Białoruskiej SRR. 4 grudnia 1939 włączona do nowo utworzonego obwodu białostockiego. Od czerwca 1941 roku pod okupacją niemiecką. 22 lipca 1941 r. włączona w skład okręgu białostockiego III Rzeszy. W 1944 miejscowość została ponownie zajęta przez wojska sowieckie i włączona do obwodu grodzieńskiego Białoruskiej SRR.
Od 1991 w składzie niepodległej Białorusi.